# Universität Neapel Parthenope
Die Universität Neapel Parthenope (italienisch: Università degli Studi di Napoli „Parthenope“), früher auch Istituto Universitario Navale genannt, ist eine der staatlichen Universitäten in Neapel. Sie wurde 1920 als Hochschule für Seefahrt und Seehandel gegründet. Ab den 1980er Jahren wurde sie um andere Fachbereiche erweitert. Seit 2006 trägt sie den heutigen Namen. Parthenope ist seit der Antike die Stadtgöttin Neapels und eine dichterische Bezeichnung für die Stadt.

## Geschichte
Der Vorschlag für die Einrichtung der Hochschule kam 1919 von dem Admiral und Senator Pasquale Leonardi Cattolica. Mit dem Dekret vom 30. Mai 1920 wurde sie unter der Bezeichnung Regio Istituto Superiore Navale eingerichtet. Lange Zeit hatte sie nur die beiden Fakultäten Maritime Wirtschaft und Nautik. Im Jahr 1940 erfolgte die Umbenennung in Istituto Universitario Navale, wobei man sich am prestigeträchtigen Istituto Universitario Orientale orientierte. Aus der Fakultät für maritime Wirtschaft entstand 1987 die Wirtschaftsfakultät für Transport und internationaler Handel, die sich dann schrittweise über diese Spezialisierung hinausentwickelte, später folgten weitere Fakultäten, darunter Rechtswissenschaft, Ingenieurwissenschaften und Sportwissenschaft (durch die Eingliederung der ehemaligen Sporthochschule ISEF Neapel). Auf Grund dieses Ausbaus und der stark angestiegenen Zahl der Studierenden erfolgte im Jahr 2006 die Umwandlung in eine Universität.

## Organisation
Die Universität ist nicht mehr in Fakultäten gegliedert, sondern in Schulen und Departments. Der Hauptsitz der Universität befindet sich am Hafen, in der Via Ammiraglio Ferdinando Acton 38, neben dem Castel Nuovo. Wenige hundert Meter südwestlich befindet sich der Palazzo Pacanowski mit der Schule für Wirtschafts- und Rechtswissenschaften. Im Büro- und Geschäftszentrum Centro Direzionale sind die Departments für Ingenieurwissenschaften und Technologie untergebracht. Der ursprüngliche nautische und maritime Kern der Hochschule befindet sich nunmehr dort. Nördlich des Castel Nuovo ist in einem Gebäude an der Via Medina das Departement für Bewegungswissenschaft (ISEF). Im Stadtteil Posillipo unterhält die Universität in der Villa Doria d’Angri ein Konferenzzentrum.

## Persönlichkeiten
- Renato Caccioppoli (1904 – 1959), war Professor am Lehrstuhl für Mathematische Analysis in den akademischen Jahren 1942/43 und 1952/53.